# 石川裕大
石川 裕大（いしかわ ゆうだい、2004年11月24日 - ）は、日本の男子バスケットボール選手である。ポジションはポイントガード。宇都宮ブレックス所属

## 経歴
栃木県出身。小学校時代にはブレックスバスケットボールスクールで学び、中学時代には宇都宮ブレックスU15に選出され、2018､19年にB.LEAGUE U15 CHAMPIONSHIPで優勝している。
高校は帝京高等学校に進学し、卒業した後はプレップスクールであるコンバイン・アカデミーに在籍していた。
2024年7月22日、宇都宮ブレックスと練習生契約を結んだ。同年9月6日、クラブ初のU22枠選手として、宇都宮と選手契約を結んだことが発表された。